# Basilica di Sainte-Anne-d'Auray
La basilica di Sainte-Anne-d'Auray (in francese: basilique (de) Sainte-Anne-d'Auray) è un edificio religioso dedicato a Sant'Anna della cittadina francese di Sainte-Anne-d'Auray, nel Morbihan (Bretagna), costruito in stile neogotico e neorinascimentale tra il 1865/1866 e il 1872 su progetto dell'architetto Desperthes.  È parte di un santuario che rappresenta il più importante luogo di pellegrinaggio della Bretagna e il secondo luogo di pellegrinaggio in Francia dopo il santuario di Lourdes.
L'edificio è classificato come monumento storico dal 1992.

## Storia

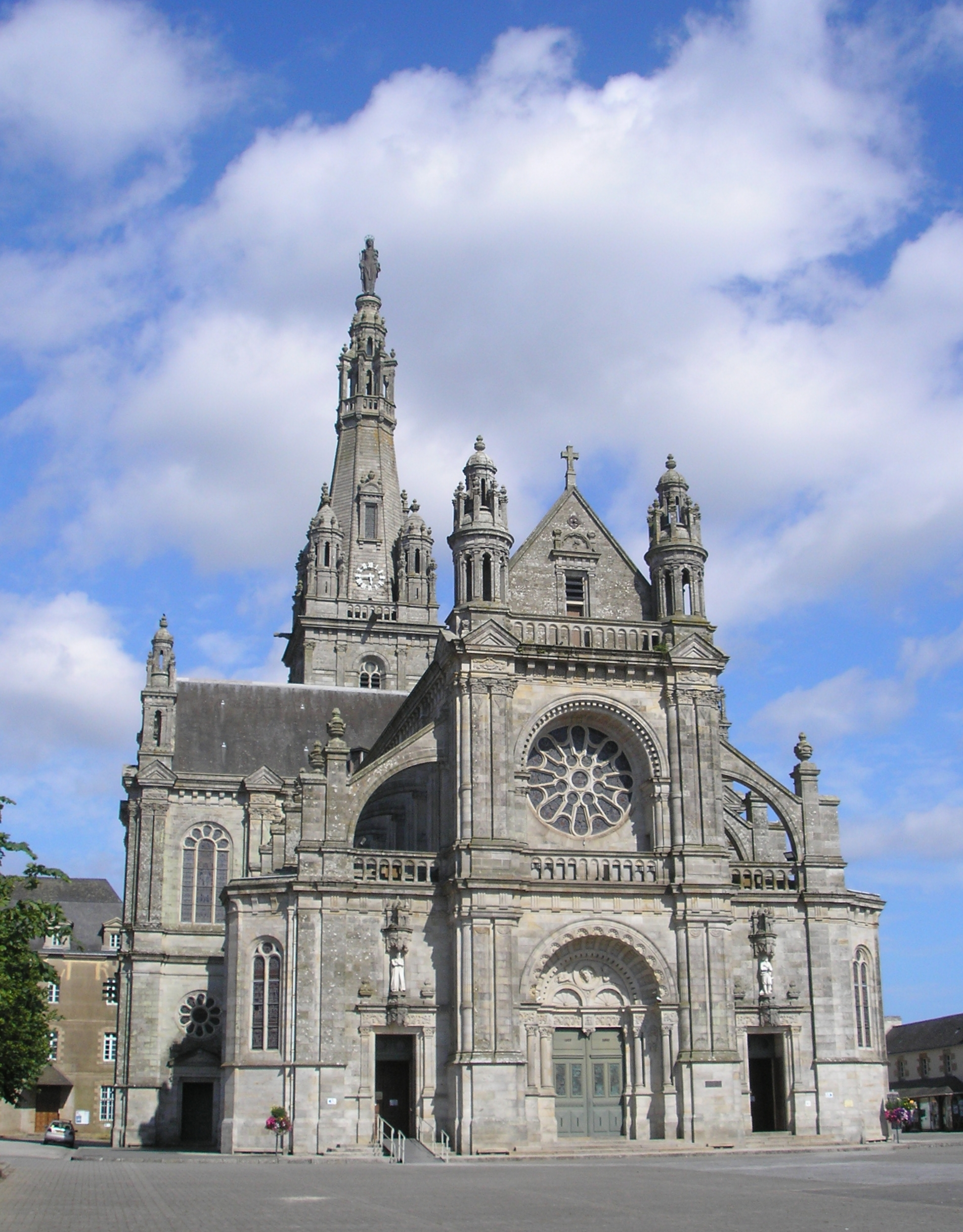
La facciata della basilica

La storia della basilica e, più in generale, del santuario ebbe inizio tra il 1623 e il 1625, quando - secondo la tradizione - Sant'Anna, madre della Vergine Maria, sarebbe apparsa a Yves Nicolazic (1591-1645), un contadino del piccolo villaggio di Ker Anna.. Si racconta che la santa, pronunciando le parole "Dio vuole che io sia onorata qui", avrebbe chiesto a Nicolazic di ricostruire una cappella a lei dedicata, che era stata costruita nel VI secolo da immigranti bretoni provenienti dalla Gran Bretagna e che in seguito era andata distrutta
Nel 1630, fu così costruita una piccola chiesa.
Nel XIX secolo tale chiesa era però diventata troppo piccola per contenere tutti i fedeli che accorrevano nel luogo e così iniziò nello stesso luogo nel 1866 (o 1865) la costruzione dell'attuale basilica. La costruzione durò sei anni.
Nel 1947, nel corso del Tour de France di quell'anno, nel luogo avvenne un fatto curioso: il ciclista Jean Robic depositò infatti la propria maglia gialla nel tesoro della basilica.
Il 20 settembre del 1996, il luogo ricevette la visita di papa Giovanni Paolo II.

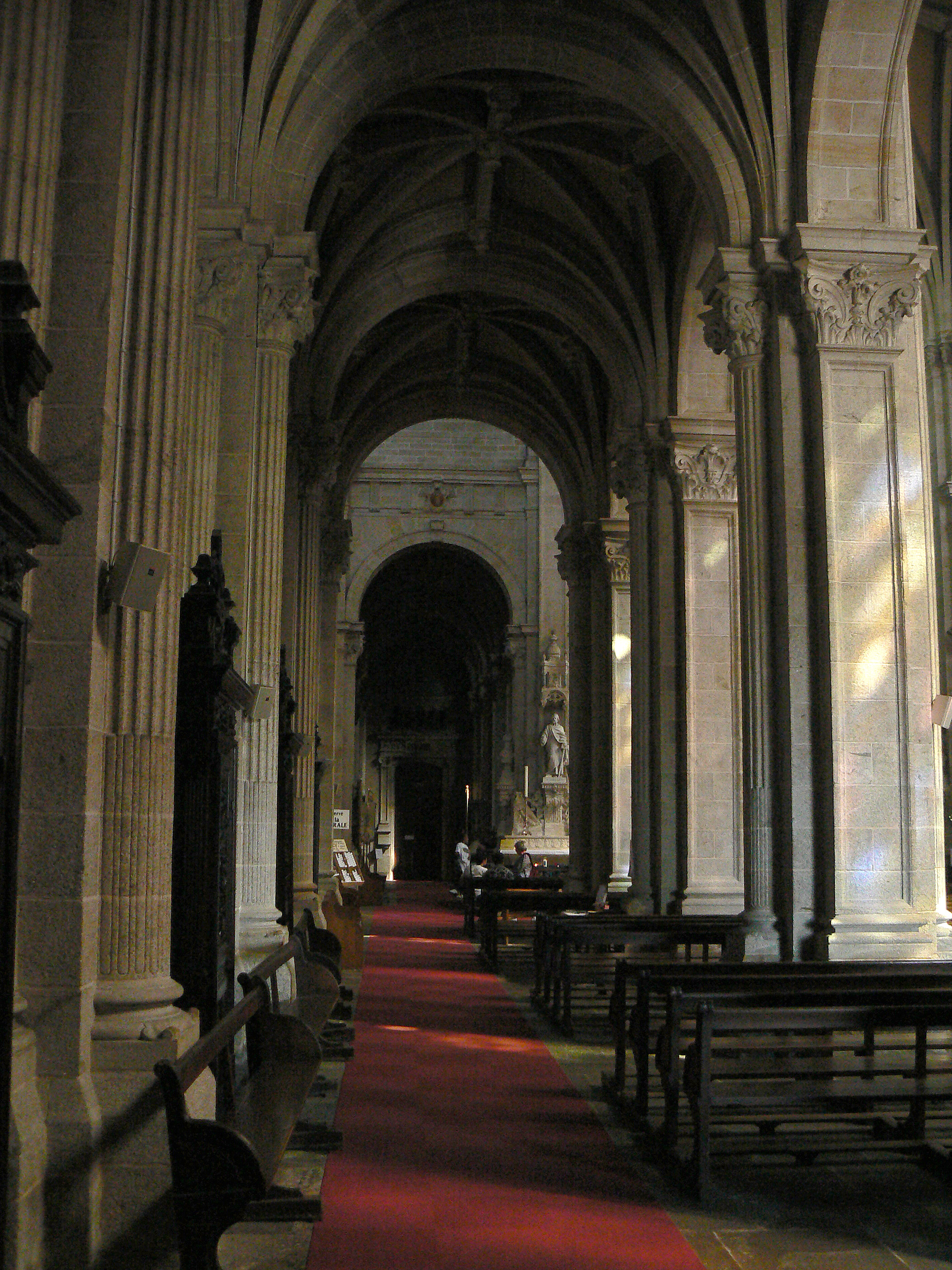
Interno

## Descrizione

### Interni
Gli interni della chiesa sono abbelliti da vetrate colorate con raffigurazioni della vita di Sant'Anna e di Yves Nicolazic.
All'interno della basilica sono custodite le reliquie di Sant'Anna, mentre nel transetto destro si trova una statua della santa.

## Ricorrenze
La basilica è legata ad un famoso pardon, il pardon di Sainte-Anne-d'Auray, che si tiene ogni anno, il 25 e il 26 luglio.